# Patagomaia
Patagomaia è un mammifero terio estinto della Formazione Chorrillo del Maastrichtiano in Argentina. È il più grande mammifero mesozoico finora conosciuto, con stime del peso di circa 14 chilogrammi (31 libbre). La specie tipo è P. chainko.

## Descrizione
Patagomaia chainko è noto per l'estremità distale dell'ulna sinistra, due frammenti dell'ala preacetabolare dell'ileo sinistro, la regione acetabolare dell'emipelvi sinistra, un frammento della lama ischiatica, l'estremità prossimale del femore destro; l'estremità distale del femore sinistro, l'estremità prossimale della tibia sinistra e altri frammenti ossei indeterminati. Si stima che pesi oltre 14 chilogrammi, battendo di poco il precedente contendente per il più grande mammifero mesozoico, Repenomamus giganticus.

## Classificazione
Patagomaia chainko è provvisoriamente descritto come un mammifero terio. Tuttavia, non corrisponde a nessun gruppo di teri sudamericani del Cenozoico inferiore.

## Paleoecologia
Patagomaia chainko è stato trovato insieme al monotremo Patagorhynchus, al meridioleste Orretherium, al gondwanaterio Magallanodon e a diversi dinosauri.

## Implicazioni
Insieme ai gondwanateri malgasci come Adalatherium e Vintana e ai mesungulatidi sudamericani meridiolesti, Patagomaia chainko fornisce la prova che le faune di mammiferi del Gondwana del Cretaceo superiore tendevano a raggiungere dimensioni maggiori rispetto alle loro controparti settentrionali.